# آرام (میکس‌تیپ)
آراِم (انگلیسی: RM) نخستین میکس‌تیپ از رپر اهل کره جنوبی آراِم عضو گروه بی‌تی‌اس است. این میکس‌تیپ در ۲۰ مارس ۲۰۱۵ توسط بیگ هیت انترتینمنت در ساوندکلاود منتشر شد.